# رينيه توماس (أستاذ جامعي)
رينيه توماس هو عالم أحياء جزيئية بلجيكي، ولد في 14 مايو 1928 في إيكسل في بلجيكا، وتوفي في 9 يناير 2017 في Rixensart ‏ في بلجيكا.